# カプ・アイシアン郡

カプ・アイシアン郡
Kap Ayisyen

カプ・アイシアン郡（カプ・アイシアンぐん、ハイチ語: Kap Ayisyen）またはカパイシャン郡（フランス語: Cap-Haïtien）は、ハイチ北県北東部の郡。西にアキル・ディノー郡、南にグランヌ・リヴィエ・ディノー郡、東に北東県トゥウ・ディノー郡と接し、北は大西洋に臨む。
北西にカプ・アイシアン（カパイシャン）、中部にカチエ・モラン、東にリモナードの3つのコミーンが置かれている。郵便番号は11から始まる。

## 脚註
1. 1 2  “Haiti: administrative units, extended”.   GeoHive.com. 2016年10月5日時点のオリジナルよりアーカイブ。2021年8月9日閲覧。
2. ↑  “POPULATION TOTALE, POPULATION DE 18 ANS ET PLUS MÉNAGES ET DENSITÉS ESTIMÉS EN 2015” (pdf).   l’Institut Haïtien de Statistique et d’Informatique (IHSI). pp. 16 - 17 (2015年3月). 2021年8月9日閲覧。